# Río Picarrexo
El río Picarrexo es un corto río de la provincia de Lugo, Galicia, España, afluente del río Cabe.

## Geografía
Es un pequeño arroyo que nace en la parroquia de San Pedro do Incio, municipio de Incio y hace un pequeño recorrido atravesando las parroquias de A Ferreirúa y  Veiga, en el municipio de Puebla del Brollón.
Desemboca en esta última parroquia en la zona de Picais, dando sus aguas al río Cabe.